# Hockey Club Quévertois
L'Hockey Club Quévertois és un club esportiu d'hoquei sobre patins fundat l'any 1987 a Quévert (França). Per motius comercials, rep oficialment el nom de Hockey Club Dinan Quévert Cotes d'Armôr - Team Cordon. El club juga a l'estadi Salle Omnisports de Dinan, un recinte multiesportiu de parquet, cinc vestidors i 40 per 20 metres de grandària.

## Palmarès

### Categoria absoluta
- 11 Lligues Nacional 1 (1997, 1998, 1999, 2000, 2002, 2008, 2012, 2014, 2015, 2018 i 2019)[1]
- 3 Copes de França Nacional 1 (2008, 2013 i 2015)[1]
- 1 Lliga Nacional 2 (1992)
- 1 Lliga Nacional 3 (1990)

### Categories juvenils
- 3 Campionats de França[3]
- 15 Campionats de Bretanya[3]